# セット・オン・ユー
「セット・オン・ユー」（原題: Got My Mind Set on You）は、ルディ・クラークによって作曲された楽曲である。1962年にジェームス・レイがレコーディングを行ない、「I've Got My Mind Set on You」というタイトルで発売。ダイナミック・サウンドからシングルとして発売された同作には、ハッチ・デイヴィ率いるオーケストラと合唱団が参加。
1987年にジョージ・ハリスンがカバー・バージョンのレコーディングを行ない、Billboard Hot 100で第1位を獲得し、全英シングルチャートで最高位2位を記録した。

## ジョージ・ハリスンによるカバー
1963年9月、ジョージ・ハリスンはイリノイ州ベントンに住む姉のもとで2週間過ごしていた。ハリスンは、ベントンのレコード店を訪れてブッカー・T&ザ・MG's（『グリーン・オニオン）やボビー・ブランドなど様々なアーティストのレコードを購入したと回想しており、その中の1つにはジェームス・レイが1962年に発売したアルバムも含まれていた。レイのアルバムを聴いたハリスンは、「（『セット・オン・ユー』以外は）本当にひどい」と思ったという。
ハリスンは、ビートルズ時代に本作のカバー・バージョンを録音することを検討していたが、バンドメイトのジョン・レノンとポール・マッカートニーによる作曲が多くなったことから、カバー・バージョンを録音することはなかった。1987年1月、ジェフ・リンとの共同プロデュースでアルバム『クラウド・ナイン』の制作を開始。制作はハリスンの自宅スタジオで行なわれ、「セット・オン・ユー」のカバー・バージョンのレコーディングも行なわれた。セッションには、ハリスンとともにプロデュースを手がけたリンがベースとキーボード、ジム・ケルトナーがドラム、ジム・ホーンがサクソフォーン、レイ・クーパーがパーカッションで参加した。
ハリスンによる「セット・オン・ユー」は、アメリカでは1987年10月3日にダーク・ホース・レコードから、イギリスでは1987年10月12日にシングル盤として発売された。B面に収録された「レイ・ヒズ・ヘッド」は、1981年に発売されたアルバム『想いは果てなく〜母なるイングランド』からのアウトテイク。Billboard Hot 100では第1位を獲得し、全英シングルチャートでは最高位2位を記録。元ビートルズのメンバーによるシングルチャート首位獲得は、本作が最後となった。1987年11月にアルバム『クラウド・ナイン』が発売され、「セット・オン・ユー」はアルバムの最後の曲として収録された。
ハリスンによる「セット・オン・ユー」は、1989年に発売されたコンピレーション・アルバム『ダーク・ホース 1976-1989』や2009年に発売されたコンピレーション・アルバム『レット・イット・ロール ソングス・オブ・ジョージ・ハリスン』に収録されたほか、1992年に発売されたライブ・アルバム『ライヴ・イン・ジャパン』にライブ音源が収録された。
「セット・オン・ユー」のミュージック・ビデオは2種類制作されており、いずれもゲイリー・ウェイスが監督を務めた。ミュージック・ビデオは、1988年のMTV Video Music Awardsの最優秀男性ビデオ賞にノミネートした。
2010年、ハリスンの楽曲を対象としたAOL Radioのリスナー投票で第4位にランクインした。

### クレジット
※出典
- ジョージ・ハリスン - ボーカル、ギター
- ジェフ・リン - ベース、キーボード
- ジム・ケルトナー - ドラム
- ジム・ホーン（英語版） - サクソフォーン
- レイ・クーパー（英語版） - パーカッション

### チャート成績

#### 週間チャート
| チャート (1987年 - 1988年)           | 最高位 |
| ------------------------------------ | ------ |
| オーストラリア (Kent Music Report)   | 1      |
| オーストリア (Ö3 Austria Top 40)     | 8      |
| ベルギー (Ultratop 50 Flanders)      | 3      |
| ベルギー (VRT Top 30 Flanders)       | 1      |
| Canada Top Singles (RPM)             | 1      |
| Canada Adult Contemporary (RPM)      | 2      |
| デンマーク (IFPI)                    | 6      |
| フランス (SNEP)                      | 19     |
| アイルランド (IRMA)                  | 1      |
| 日本 (オリコン)                      | 64     |
| オランダ (Dutch Top 40)              | 4      |
| オランダ (Single Top 100)            | 9      |
| ニュージーランド (Recorded Music NZ) | 4      |
| ノルウェー (VG-lista)                | 10     |
| スウェーデン (Sverigetopplistan)     | 10     |
| スイス (Schweizer Hitparade)         | 11     |
| UK シングルス (OCC)                  | 2      |
| US Billboard Hot 100                 | 1      |
| US Adult Contemporary (Billboard)    | 1      |
| US Cash Box Top 100 Singles          | 1      |
| US Top Rock Tracks (Billboard)       | 4      |
| 西ドイツ (Official German Charts)    | 7      |

| チャート (2020年)                   | 最高位 |
| ----------------------------------- | ------ |
| ポーランド (Polish Airplay Top 100) | 64     |

#### 年間チャート
| チャート (1987年)                    | 順位 |
| ------------------------------------ | ---- |
| オーストラリア (Kent Music Report)   | 95   |
| Canada Top Singles (RPM)             | 61   |
| オランダ (Dutch Top 40)              | 84   |
| UK Sinlges (Official Charts Company) | 15   |

| チャート (1988年)                 | 順位 |
| --------------------------------- | ---- |
| オーストラリア (ARIA)             | 17   |
| Canada Top Singles (RPM)          | 17   |
| US Billboard Hot 100              | 3    |
| US Adult Contemporary (Billboard) | 3    |
| 西ドイツ (Official German Charts) | 60   |

#### オールタイム・チャート
| チャート (1988年)    | 順位 |
| -------------------- | ---- |
| US Billboard Hot 100 | 467  |

### 認定
| 国/地域                    | 認定   | 認定/売上数 |
| -------------------------- | ------ | ----------- |
| スウェーデン (GLF)         | Gold   | 25,000^     |
| イギリス (BPI)             | Silver | 250,000^    |
| アメリカ合衆国 (RIAA)      | Gold   | 1,000,000^  |
| ^ 認定のみに基づく出荷枚数 |        |             |